# Ривервью (округ Хилсборо, Флорида)
Ривервью (англ. Riverview) — статистически обособленная местность, расположенная в округе Хилсборо (штат Флорида, США) с населением в 12 035 человек по статистическим данным переписи 2000 года.

## География
По данным Бюро переписи населения США статистически обособленная местность Ривервью имеет общую площадь в 24,35 квадратных километров, из которых 23,57 кв. километров занимает земля и 0,78 кв. километров — вода. Площадь водных ресурсов округа составляет 3,2 % от всей его площади.

## Демография
| Год переписи        | Нас.  |  | %±     |
| ------------------- | ----- |  | ------ |
| 1970                | 2225  |  | —      |
| 1990                | 6478  |  | 191,1% |
| 2000                | 12035 |  | 85,8%  |
| 1970–2000 Источник: |       |  |        |

По данным переписи населения 2000 года в Ривервью проживало 12 035 человек, 3400 семей, насчитывалось 4434 домашних хозяйств и 4800 жилых домов. Средняя плотность населения составляла около 494,25 человек на один квадратный километр. Расовый состав населённого пункта распределился следующим образом: 63,81 % белых, 32,33 % — чёрных или афроамериканцев, 0,44 % — коренных американцев, 1,33 % — азиатов, 0,07 % — выходцев с тихоокеанских островов, 2,05 % — представителей смешанных рас, 1,98 % — других народностей. Испаноговорящие составили 9,02 % от всех жителей статистически обособленной местности.
Из 4434 домашних хозяйств в 38,2 % воспитывали детей в возрасте до 18 лет, 61,1 % представляли собой совместно проживающие супружеские пары, в 12,2 % семей женщины проживали без мужей, 23,3 % не имели семей. 17,5 % от общего числа семей на момент переписи жили самостоятельно, при этом 5,6 % составили одинокие пожилые люди в возрасте 65 лет и старше. Средний размер домашнего хозяйства составил 2,68 человек, а средний размер семьи — 3,02 человек.
Население статистически обособленной местности по возрастному диапазону по данным переписи 2000 года распределилось следующим образом: 28,0 % — жители младше 18 лет, 6,1 % — между 18 и 24 годами, 33,8 % — от 25 до 44 лет, 23,5 % — от 45 до 64 лет и 8,6 % — в возрасте 65 лет и старше. Средний возраст жителей составил 36 лет. На каждые 100 женщин в Ривервью приходилось 97,8 мужчин, при этом на каждые сто женщин 18 лет и старше приходилось 93,4 мужчин также старше 18 лет.
Средний доход на одно домашнее хозяйство статистически обособленной местности составил 51 016 долларов США, а средний доход на одну семью — 58 417 долларов. При этом мужчины имели средний доход в 40 297 долларов США в год против 28 036 долларов среднегодового дохода у женщин. Доход на душу населения статистически обособленной местности составил 51 016 долларов в год. Все семьи имели доход, превышающий уровень бедности.